# Grinzens
Grinzens ist eine Gemeinde mit 1474 Einwohnern (Stand 1. Jänner 2024) im Bezirk Innsbruck-Land in Tirol (Österreich). Die (eine namensgleiche KG umfassende) Gemeinde liegt im Gerichtsbezirk Innsbruck.

## Geografie
Grinzens liegt auf einer Mittelgebirgsterrasse südwestlich von Innsbruck, am Eingang des Sellraintals. Das Gemeindegebiet ist durch die Melach und den Sendersbach begrenzt. Die langgestreckte Besiedelung erstreckt sich hauptsächlich entlang einer Straße, die sich von Sellrain (Neder mit Gertrein und Brandögg) bis zum westlichen Ende von Axams (Moarhof und Bachl) zieht und im Ortsgebiet in die Seite, parallel zur Neder, gabelt. Oberhalb des Anger spricht man von Obergrinzens, unterhalb, bei der Dorfkirche, von Untergrinzens.
Das Dorfbild prägen neben diesen Straßen der Gemeindebau (mit Volksschule, Kindergarten, Kinderkrippe und Pavillon, maßgeblich erweitert im Jahr 2013) die Kirche sowie ein Mehrzweckgebäude in der Dorfmitte. Zum Gemeindegebiet gehören auch das gesamte Senderstal, bis an die Kalkkögel. Etwa ein Zehntel der Gemeindefläche eignet sich für eine ganzjährige Besiedlung, womit sich eine effektive Bevölkerungsdichte von ca. 490 Einwohnern je km² Dauersiedlungsfläche ergibt.

### Gemeindegliederung
Grinzens gliedert sich in folgende Ortsteile:
- Grinzens (mit Untergrinzens und Obergrinzens)
- Bachl
- Seite (Dorf)
- Gertrein (Rotte)
- Neder (Dorf)
- Kirchgasse (Dorf)
- Brandögg (Zerstreute Häuser)
- Zwergerhaus (Zerstreute Häuser)

### Nachbargemeinden
- Axams
- Kematen in Tirol
- Neustift im Stubaital
- Oberperfuss
- Sellrain
- Telfes im Stubai
- Unterperfuss

## Geschichte
Die Gemeinde wird ersturkundlich 1288 als Gratzinnes und als Grinzeins im Urbar Graf Meinhards II. genannt. Der Ortsname ist antik und seine Bedeutung erschließt sich nicht mehr. Ausgangswort war wohl *Grinza oder *Grazinna. Jedenfalls lässt er sich zur selben Sprachschicht wie Fritzens, Götzens etc. stellen, die auf die vorrömische Endung -inna zurückgehen. Aufzeichnungen um 1400 des Klosters Frauenchiemsee nennen neun Bauernhöfe in Grinzens. Das nach Süden führende Senderstal war um diese Zeit ebenfalls dauerhaft besiedelt und unterstand noch 1352 – als „perch in Senders“ bezeichnet – der Gerichtsbarkeit des Stifts Wilten (Innsbruck). Im 16. Jahrhundert wurden diese Schwaighöfe zu Almen. Bis 1811 war Grinzens ein Teil der Nachbargemeinde Axams, ehe nach den Tiroler Aufständen von 1809 die bayrische Besatzung Grinzens zur politisch selbständigen Gemeinde erhob. Kirchlich wurde Grinzens erst 1956 eine eigene Pfarrgemeinde.

### Jüngste Entwicklung
Aus einer landwirtschaftlich geprägten Gemeinde ist eine Wohngemeinde geworden. Den stärksten Zuzug erlebte Grinzens in den 60er und 70er Jahren des vorigen Jahrhunderts. Danach flachte das Bevölkerungswachstum zusehends ab; ab 2002 ist für 10 Jahre die Bevölkerungszahl praktisch konstant bei knapp 1.300 Einwohnern geblieben und stieg erst jüngst auf über 1.400 Einwohner an. Neun von zehn Erwerbstätigen pendeln zu ihrer Arbeitsstätte aus – Grinzens hat mit 89,6 % den größten Auspendleranteil in ganz Tirol. Grinzens hat mit den typischen Infrastruktur-Problemen einer Umlandgemeinde im Einzugsgebiet („Speckgürtel“) von Innsbruck zu kämpfen. So sperrte 2003 der letzte von ursprünglich drei Lebensmittel-Nahversorgern zu, ein gastronomischer Betrieb überlebte die Schließungswelle der örtlichen Gasthäuser.
Mangels gewerblicher Infrastruktur zählt Grinzens zu den finanzschwächsten Gemeinden Tirols.
Seit 2006 gibt es ein Jugendprojekt, das versucht, Jugendlichen eine Ausgehmöglichkeit in Grinzens zu bieten. In eigens adaptierten Räumlichkeiten findet der Jugendraum Zuspruch bei der Grinzner Jugend, aber auch bei Jugendlichen aus anderen Gemeinden des westlichen Mittelgebirges.
2007 trat die Gemeinde dem Klimabündnis Tirol und der Lokalen Agenda 21 bei. Bis zum Frühjahr 2008 wurde zusammen mit der Bevölkerung ein Leitbild zur nachhaltigen Entwicklung der Gemeinde entwickelt. Mit der Umsetzung sollte nach der offiziellen Zertifizierung durch das Land Tirol ab Oktober 2008 begonnen werden. Konkrete Projekte wurden jedoch keine umgesetzt.
Zeitgleich beschloss der Gemeinderat mehrheitlich die Dorfentwicklung voranzutreiben: Für einen geplanten Neun-Loch-Golfplatz – vorwiegend auf Grinzner Gemeindegrund – finanzierte Grinzens die Umweltverträglichkeitsprüfung (UVP) zu einem erheblichen Anteil mit und beteiligte sich an den Kosten für Planung und Bau des Golfplatzes im Rahmen der „Feriendörfer Golf GmbH“. 2013 scheiterte das Projekt an der UVP.
2007 eröffnete MPreis im Rahmen eines Pilotprojektes in Grinzens einen miniM-Nahversorger, indem die gleichen Produkte zu den gleichen Preisen wie in den großen Supermärkten der Kette angeboten werden. Einzig bei der Anzahl der angebotenen Artikel werden Abstriche gemacht und mehr als 2000 Artikel statt der üblichen 8000 geführt.
Im Herbst 2009 fasste Grinzens mehrheitlich – wie auch die betroffenen Nachbargemeinden – den Grundsatzbeschluss, die Realisierung des Projekts „Brückenschlag“ einer Seilbahnverbindung von der Axamer Lizum in die Schlick durch das Ruhegegebiet Kalkkögel, zu unterstützen. Das Projekt war umstritten und rief Gegner aber auch Befürworter auf den Plan. Ihren Beschluss revidierte schließlich die Grinzner ÖVP im Februar 2016 auf Antrag der Gemeinschaftsliste Grinzens (SPÖ), nachdem das vorläufige Aus auf Landesebene schon 2015 kam.
Am 24. Dezember 2022 kam es nach Regen mittags zum Abrutschen einer Hangstützwand oberhalb von Wohnhäusern aus den 1990er-Jahren. Die hangseitigen Räume in den Häusern wurden zu Sperrgebiet erklärt.

### Bevölkerungsentwicklung
EinwohnerJahr20040060080010001200140016001860189019201950198020102040EinwohnerEinwohnerentwicklung von Grinzens

## Kultur und Sehenswürdigkeiten

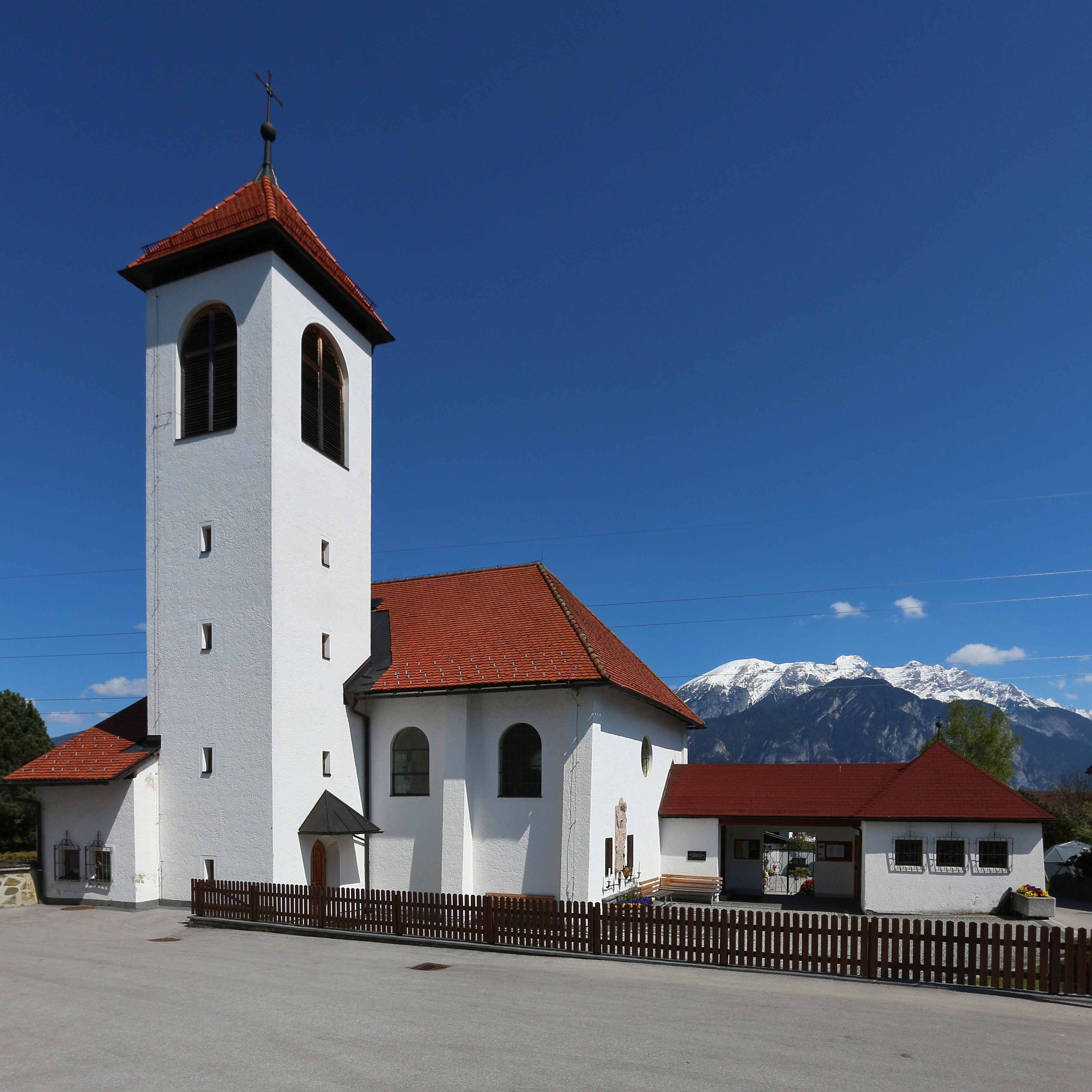
Pfarrkirche Grinzens

- Katholische Pfarrkirche Grinzens hl. Anton

Trotz der Nähe zur Axamer Lizum ist Grinzens touristisch wenig entwickelt – konnte sich dafür aber im Gegenzug seine Ursprünglichkeit bewahren. Ein regional beliebtes Ziel ist die ca. 7 km lange Rodelbahn ins Senderstal zur Kemater Alm, die auf Grinzener Gemeindegebiet liegt. Weiteres gibt es ein kleines Naturschutzgebiet names Froschteich. In einem Waldstück westlich in Grinzens liegt die Mooskapelle, die aus regionalen Sagen bekannt ist.
Überregionale kulturelle Bedeutung erlangte Grinzens mit Freilicht-Aufführungen des lokalen Theatervereines „Sendersbühne“:
- „Passion Grinzens“ – Passionsspiele im Sommer 2006
- „TirolerFreiheit“ – eine neue Sicht auf die Tiroler Aufstandsbewegung des Jahres 1809 im Sommer 2007
- „Ein Sommernachtstraum“[15] – Aufführung nach dem gleichnamigen Werk von William Shakespeare im Sommer 2016

An Fasnachtsbräuchen ist das Wampelerreiten bekannt.

## Wirtschaft und Infrastruktur

### Verkehr
- Straße: Grinzens ist über die Götzener Landesstraße von Völs aus erreichbar.
- Bus: Die Buslinie 404 von ÖBB-Postbus verkehrt von Innsbruck über Götzens, Birgitz und Axams nach Grinzens.

### Vereine
In Grinzens sind über 35 Vereine registriert.
Die Freiwillige Feuerwehr Grinzens wurde 1896 gegründet und nimmt regelmäßig an den verschiedenen Bewerben teil.

## Politik
Politisch gab es bei den Gemeinderatswahlen 2004 einen Umschwung durch die erstmalige Beteiligung einer Unabhängigen Liste Grinzens (ULG), die 6 der 13 Mandate erreichte. Die restlichen gingen an Kandidaten der ÖVP, welche mit einem Vorsprung von 39 Stimmen (bei knapp 1000 Wahlberechtigten) die absolute Mehrheit behielt. Im Juni 2008 ist der langjährige Bürgermeister Karl Gasser nach 28 Dienstjahren zurückgetreten. Sein Nachfolger wurde der bisherige Vizebürgermeister Anton Bucher, der bei den Gemeinderatswahlen 2010 und Gemeinderatswahlen 2016 die absolute Mehrheit verteidigen konnte – die Liste „Mei Grinzens“ errang dabei sechs Mandate. Im Jahr 2022 war Anton Bucher einziger Bürgermeisterkandidat. Seine Partei erreichte neun Mandate.
| Partei                                        | 2022    | 2022    | 2022                 | 2016    | 2016    | 2016                 |
| Partei                                        | Prozent | Stimmen | Sitze im Gemeinderat | Prozent | Stimmen | Sitze im Gemeinderat |
| --------------------------------------------- | ------- | ------- | -------------------- | ------- | ------- | -------------------- |
| Bürgermeisterliste für unser Grinzens (BGMLG) | 64,85   | 513     | 9                    | 56,76 % | 504     | 7                    |
| Mei Grinzens (MEIG)                           | 35,15   | 278     | 4                    | 43,24 % | 384     | 6                    |

### Wappen
Blätterwerk symbolisierend, deutet das Wappen der Gemeinde Grinzens auf den aus vorrömischer Zeit stammenden Ortsnamen für „Gezweig“.